# Troodon
Troodon – rodzaj wątpliwego ptakopodobnego dinozaura z rodziny troodontów (Troodontidae), żyjącego pod koniec okresu kredowego, około 70 mln lat temu. Jego nazwa oznacza „raniący ząb”. Odkryty w 1855 w Ameryce Północnej. Jego zęby posiadają charakterystyczne ząbkowania i pod niektórymi względami przypominają zęby dinozaurów roślinożernych, co sugeruje wszystkożerność troodona. Jest jednym z najinteligentniejszych znanych nieptasich dinozaurów. Jest on szeroko rozsławiony w wielu książkach popularnonaukowych jako „najinteligentniejszy dinozaur”. Znane są gniazda i embriony należące do tego zwierzęcia. Żył on w sąsiedztwie takich dinozaurów jak orodrom czy daspletozaur.

## Historia
Troodon został opisany w 1856 roku przez Josepha Leidy'ego w oparciu o pojedynczy ząb – na tyle jednak odmienny od zębów innych teropodów, że takson ten nie jest uznawany za nomen dubium. W 1924 Charles Whitney Gilmore uznał ten ząb za należący do przedstawiciela rodzaju Stegoceras. W 1945 Charles Mortram Sternberg stwierdził, że nie może on należeć do pachycefalozaura, gdyż ma budowę typową dla teropodów. W 1932 w prowincji Alberta Sternberg znalazł szczątki dinozaura złożone z kości stopy, fragmentów ręki i kilku kręgów ogonowych. Niezwykłą cechą tych skamieniałości był powiększony pazur na stopie, typowy dla deinonychozaurów. Sternberg uznał, że znalezione przez niego szczątki należą do nowego rodzaju dinozaura, któremu nadał nazwę Stenonychosaurus i zaliczył do rodziny Coeluridae. Później Sternberg (1951) uznał, że Troodon i stenonychozaur są ze sobą spokrewnione. Jednak znalezione szczątki obu dinozaurów były tak niekompletne, że zabrakło dowodów na potwierdzenie tej tezy. W 1969 Dale Russell znalazł więcej szczątków stenonychozaura, a w 1987 Philip J. Currie wykazał, że Stenonychosaurus to w istocie młodszy synonim troodona. W 2011 Troodon został uznany za gatunek wątpliwy z powodu nie diagnostycznych szczątków.

## Budowa

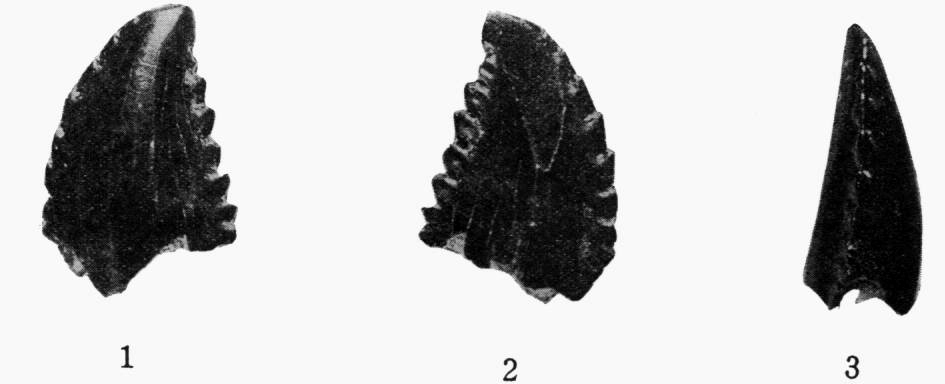
Zęby

Troodon osiągał poniżej 3 m długości i osiągał masę około 50 kg, jednak zęby odnalezione na Alasce sugerują, że troodony występujące na tamtych terenach mogły osiągać rozmiary około dwukrotnie większe niż osobniki żyjące na południu, w Montanie i Albercie. Miał duże oczy, co sugeruje nocny tryb życia. Podobnie jak większość deinonychozaurów miał sierpowaty pazur u nogi. Troodon miał dość długie przednie kończyny, wyposażone w ostre pazury. Czwarty palec u przedniej kończyny był przeciwstawny do reszty palców (zupełnie jak u ssaków naczelnych w tym człowieka). Budowa oczu troodona sugeruje, że miał lepsze widzenie obuoczne niż inne dinozaury. Oko troodona budową przypomina oczy ornitomimozaurów. Troodon był prawdopodobnie jednym z najinteligentniejszych dinozaurów. Jego współczynnik encefalizacji (stosunek masy mózgu od masy ciała) wynosi 6,5. Dla porównania EQ człowieka wynosi 7, a welociraptora 5. Troodon jest więc powszechnie uważany za najinteligentniejszego z nie-ptasich dinozaurów. Wprawdzie EQ bambiraptora jest jeszcze wyższe i wynosi 12,5–13,8, jednak jest to EQ osobnika młodego, które w miarę wzrostu zwierzęcia spadało. Badania jego puszki mózgowej wykazały, że szczególnie dobrze były u niego rozwinięte części mózgu odpowiedzialne za wzrok, węch i równowagę oraz ręce. Uszy o zaawansowanej budowie, przystosowane do odbierania dźwięków o niskiej częstotliwości. Jeden z otworów usznych położony wyżej niż drugi. Cecha ta występuje również u sów i umożliwia dokładną lokalizację źródła dźwięku. Troodon najprawdopodobniej był opierzony. Mimo iż brak na to dowodów kopalnych, bliskie pokrewieństwo troodona z ptakami oraz to, że u jego krewniaków – innych deinonychozaurów – stwierdzono obecność piór, każe przypuszczać, że Troodon również był pokryty piórami. Analiza jego zębów wykazuje, że był wszystkożerny. Być może prowadził stadny tryb życia.

## Rozmnażanie

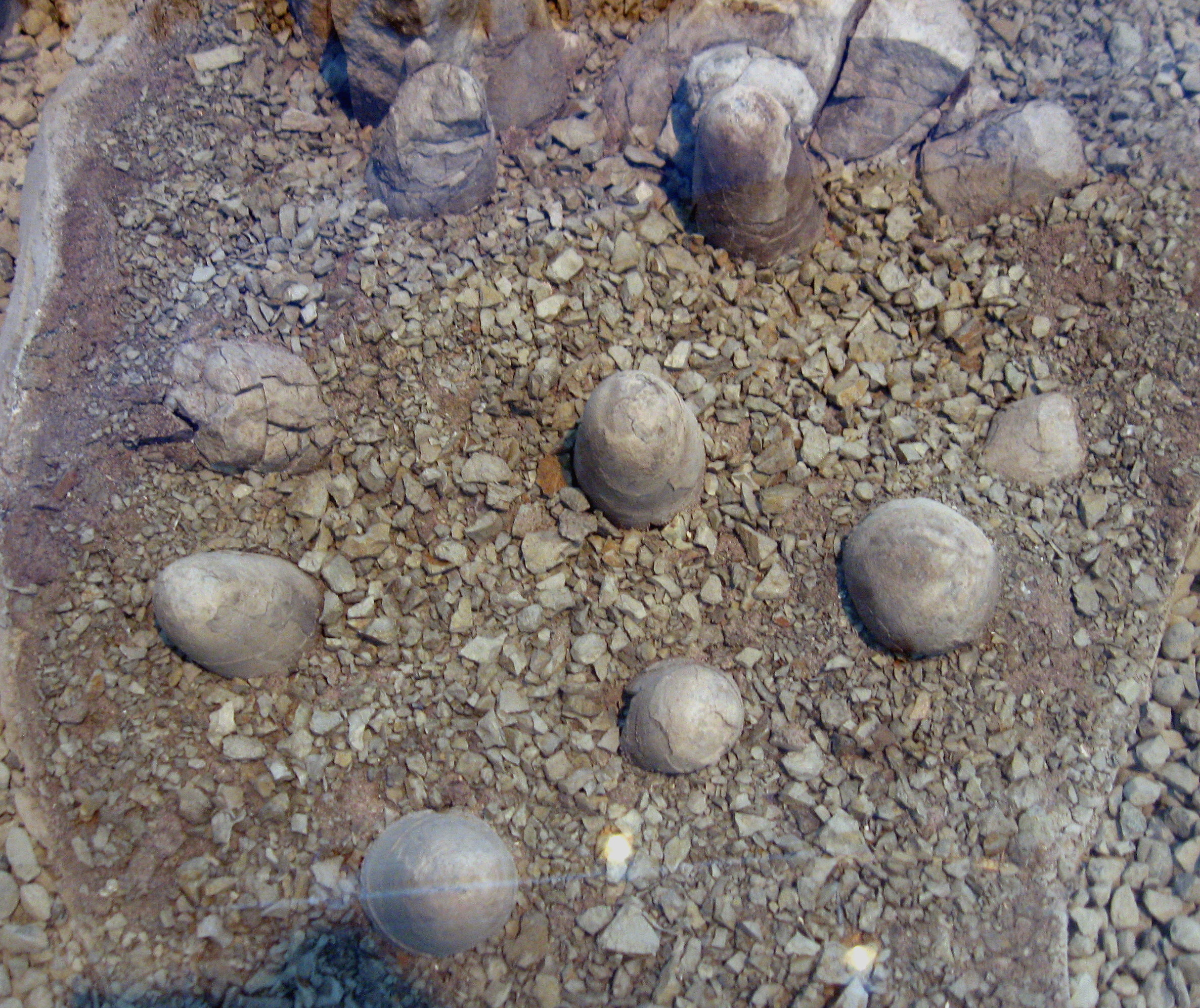
Skamieniałe jaja

Do tej pory znaleziono osiem gniazd troodona. Wszystkie one pochodzą z formacji Two Medicine w Montanie. Zostały one oznaczone jako: MOR 246, 299, 393, 675, 676, 750, 963, 1139. Pierwsze z nich zostało odkryte przez znanego amerykańskiego paleontologa Jacka Hornera obok szkieletów i pojedynczych kości dinozaurów z rodzaju Orodromeus. Dlatego też początkowo uznał je za należące do tego rodzaju. W 1996 Horner i Weishampel przebadali embriony znajdujące się w jajach i uznali, że należą one do troodona, a nie orodroma. W 1997 Varricchio i inni opisali pięć jaj troodona (MOR 750), leżących obok dorosłego przedstawiciela tego gatunku (MOR 748). W tym samym roku przebadali oni też strukturę jaj troodona. Stwierdzono, że ich sposób rozmnażania był pośredni między sposobem rozmnażania krokodyli a ptaków. Jaja są zgrupowane parami, co sugeruje, że te zwierzęta miały dwa jajowody (jak krokodyle), a nie jeden (jak ptaki). Krokodyle znoszą więcej jaj niż ptaki, ale ich jaja są proporcjonalnie mniejsze niż ptasie. Masę jaj troodona oszacowano na 0,5 kg. Są więc proporcjonalnie większe niż jaja krokodyli, ale mniejsze niż ptaków. 
Stwierdzono również, że troodony mogły składać pojedyncze jaja co kilka dni, a nie wszystkie razem. 
Ustalono także, iż embriony z MOR 246 są we wczesnym stadium rozwoju, a czas inkubacji oszacowano na 45–65 dni. Jaja troodona mają kształt rozpłaszczonej łzy i skierowane są czubkiem do środka gniazda. Wokół nich znajdował się wał usypany z ziemi. Nic nie wskazuje na to, że troodony przykrywały swoje jaja fragmentami roślin zapewniającymi im odpowiednią ciepłotę, jak to robią niektóre współczesne gady. Nie wiadomo ile jaj składały troodony. W bardziej kompletnych znaleziskach są zwykle dwadzieścia cztery (MOR 963) lub szesnaście (MOR 246). Z tych znalezisk wynika, że Troodon zakładał swoje gniazda w pobliżu gniazd orodromów, co zapewniało straż i ochronę jaj ze strony tych ornitopodów.
Analizy histologiczne kości sugerują, że maksymalne rozmiary osiągał po 3–5 latach.

## Klasyfikacja
Troodona zalicza się do rodziny Troodontidae. Jest ona definiowana jako dinozaury, którym bliżej do gatunku Troodon formosus niż Ornithomimus velox, Mononykus olecranus, Therizinosaurus cheloniformes, Oviraptor philoceratops, Velociraptor mongoliensis, Passer domesticus (Senter i inni 2004). Występowały one w Ameryce Północnej i Azji, choć Elopteryx znany z terenów Europy również może być ich przedstawicielem. Największe zróżnicowanie osiągnęły w późnej kredzie. Najstarsi przedstawiciele tej grupy znani są z jury. Nazwany „Lori” troodont oznaczony jako WDC DML 001 został znaleziony na terenach formacji Morrison, w której odkryto również szczątki takich dinozaurów jak m.in. apatozaur i allozaur. WDC DML 001 żył mniej więcej w tym samym czasie, co archeopteryks. Pierwsze skamieliny troodontów zostały opisane  w 1856 przez Leidy'ego, który uznał je za należące do jaszczurek. Były to pojedynczy ząb należące do troodona. W 1924 Gilmore uznał, że należą one do dinozaurów ptasiomiednicznych, a nie jaszczurek. W 1969 utworzono rodzinę Troodontidae, którą zaliczano do grupy Deinonychosaria razem z dromeozaurami takimi jak welociraptor. Holtz w 1994 na podstawie kilku cech np. kształtu puszki mózgowej i długiego niskiego otworu w szczęce górnej uznał troodony za krewnych ornitomimozaurów. Hipotetycznemu kladowi obejmującemu te dwie grupy nadał nazwę Bullatosauria. Cechy miednicy troodontów ponadto pokazują, że są one mniej zaawansowane od dromeozaurów. Jednak odkrycie prymitywnych przedstawicieli Troodontidae, takich jak Mei czy Sinovenator, które posiadają wiele cech wspólnych z dromeozaurami i prymitywnym ptakiem archeopteryksem, wykazało, że w rzeczywistości troodontom bliżej do ptaków niż ornitomimozaurów. Z tego powodu większość badaczy neguje zasadność kladu Bullatosauria. Istnieją dowody kopalne pokazujące, że troodony spały w takiej samej pozycji jak współczesne ptaki. Podobnie jak dromeozaury troodony miały sierpowaty pazur na stopie, jednak u nich był mniejszy i słabiej zakrzywiony niż u dromeozaurów. Nie był również tak samo ruchliwy jak u nich. Miały one też duże mózgi, olbrzymie oczy oraz uszy o zaawansowanej budowie, zdolne do wychwytywania cichych dźwięków.

## Gatunki
Do rodzaju Troodon przez lata zaliczano wiele gatunków, często na podstawie bardzo fragmentarycznych skamielin. Obecnie uznawany jest tylko jeden gatunek należący do tego rodzaju – T. formosus. Pozostałe są niepewne, inne są synonimami T. formosus lub innych gatunków dinozaurów a jeszcze inne należą do innych grup dinozaurów (np. hadrozaurów) a bliższe ustalenia ich pozycji systematycznej jest niemożliwe lub trudne.
Spis gatunków
- Troodon formosus Leidy, 1856
- Troodon andrewsi nomen dubium (Harrison & Walker, 1975 (oryginalnie Heptasteornis) = Heptasteornis andrewsi nomen dubium
- Troodon asiamericanus Nessov, 1985 nomen dubium (oryginalnie Pectinodon) = „Pectinodon” asiamericanus nomen dubium
- Troodon bakkeri Carpenter, 1982 nomen dubium (początkowo Pectinodon) = obecnie Pectinodon bakkeri[potrzebny przypis]
- Troodon inequalis nomen dubium, Sternberg, 1932) = obecnie Stenonychosaurus inequalis[potrzebny przypis]
- Troodon junior Barsbold, 1974 (początkowo Saurornithoides) = Saurornithoides junior
- Troodon mongoliensis Osborn, 1924 (oryginalnie Saurornithoides) = Saurornithoides mongoliensis
- Troodon sternbergi Brown & Schlaikjer, 1943 = Stegoceras ?validum
- Troodon validus Gilmore, 1924 (oryginalnie Stegoceras) = Stegoceras validum
- Troodon wyomingensis Gilmore, 1931 = Pachycephalosaurus wyomingensis
- „Troodon” bexelli Bohlin, 1953 > Pachycephalosaurinae incertae sedis
- „Troodon” edmontonensis Brown & Schlaikjer, 1943 nomen dubium = Pachycephalosauridae incertae sedis
- „Troodon” isfarensis Nessov, 1995 nomen dubium = ?Hadrosauridae incertae sedis

## Dinozauroid

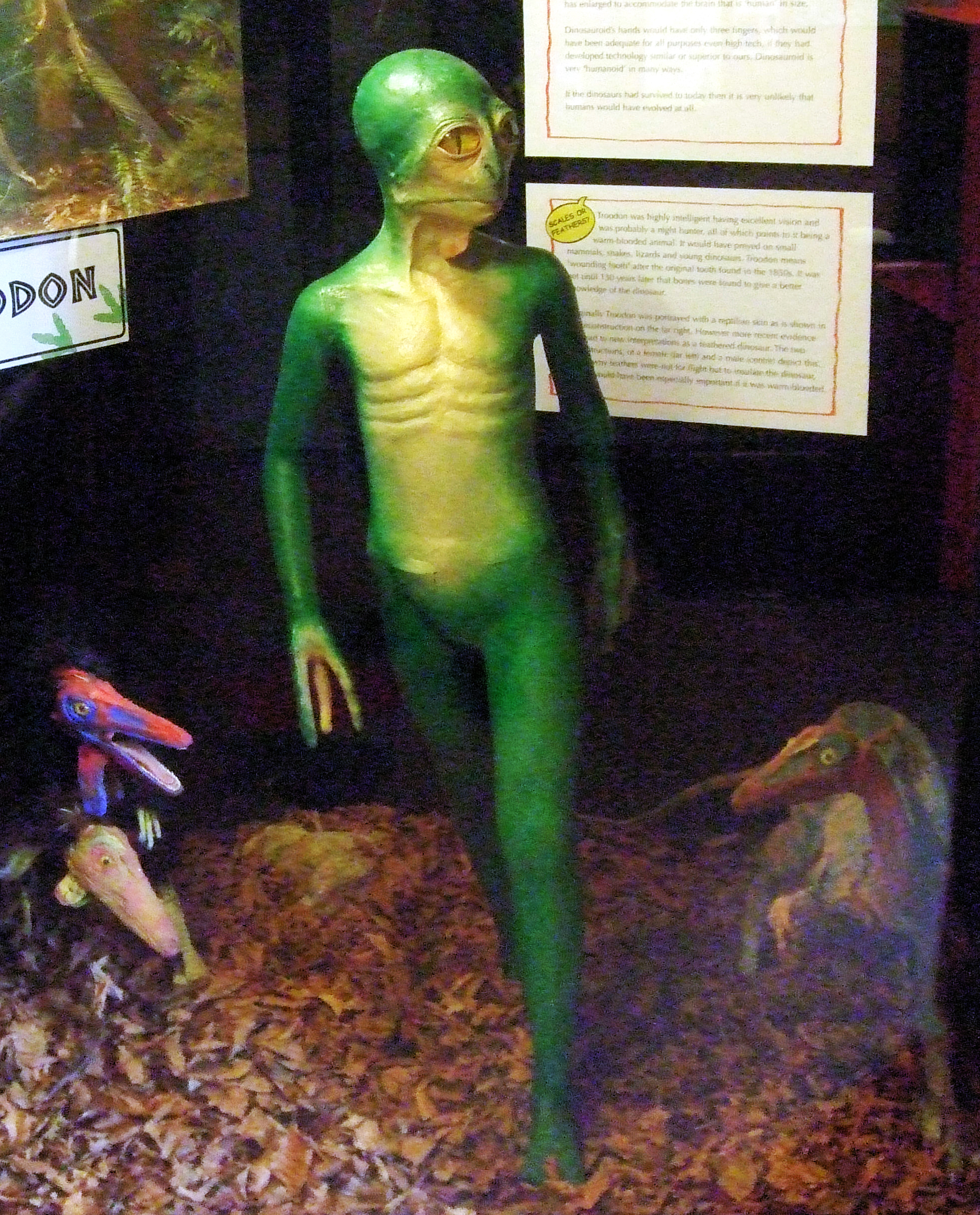
Dinozauroid

Dale Russell, kustosz National Museum of Canada w Ottawie, w 1982 wysnuł teorię, według której gdyby 65 milionów lat temu w Ziemię nie uderzył meteoryt, powodując wymarcie wszystkich dinozaurów poza ptakami, ewolucja troodona doprowadziłaby do powstania istoty przypominającej człowieka. Stworzenie to nazwał dinozauroidem i stwierdził, że poruszałoby się w postawie wyprostowanej. Korzystając z pomocy Rona Séguina – artysty i wypychacza zwierząt – przygotował rekonstrukcję tej istoty. Russel uważa, że dinozauroid miałby duże oczy, trzy palce i wydawałby dźwięki przypominające śpiew ptaków. Założono, że podobnie jak gady nie miałby sutków. Jednak Gregory S. Paul (1988) i Thomas R. Holtz Jr twierdzą, że dinozauroid powinien zachowywać typowy dla teropodów plan budowy ciała: poziomą postawę ciała, długi ogon równoważący ciało i stopy przypominające ptasie. Darren Naish sugeruje, że dinozauroid budową przypominałby dzioborożce.

## Troodon w kulturze masowej
Troodon występuje w serialu Planeta Dinozaurów: Podróż Brzuchacza (Dinosaur Planet: Pod's Travels). Jest tam przedstawiony jako zwierzę bardzo inteligentne, żyjące w stadach.
Troodony w tym filmie wydają stadne nawoływania pyroraptorów i przyjmują Brzuchacza do stada.
Karłowate troodony uznały, że łowy z dużym drapieżnikiem, jakim stał się Brzuchacz, mają większe szanse na powodzenie. W filmie troodony przedstawione są jako zwierzęta zamieszkujące tereny obecnej Rumunii, choć naprawdę szczątki przedstawicieli tego rodzaju znaleziono tylko w Ameryce Północnej, a innych troodontów także w Azji.
Troodon występuje również w innym serialu z tej serii – Little Das Hunt. W tym serialu, podobnie jak w Pod's Travels, żyje w stadach. Poluje w nich na orodromy. Troodon jest także jednym z dinozaurów pokazanych w filmie Park prehistoryczny: Superkrokodyl (Prehistoric Park: Super Croc). W tym serialu wybiera pokarm z pułapki przeznaczonej dla deinozucha. Troodony występują także w filmie dokumentalnym „Marsz dinozaurów”. Jednym z dwóch głównych bohaterów tego serialu jest właśnie troodon o imieniu Łatka. Troodony występują także w filmach i serialach animowanych. Jednym z nich jest Dinopociąg. Są tam takie troodony jak: Pan Konduktor, Pani Konduktor, Maszynista czy Sprzedawca biletów.
Troodon występuje w grze Jurassic Park The Game, będącej kontynuacją filmu Park Jurajski. W grze jest on nocnym drapieżnikiem zabijającym za pomocą neurotoksyn, wyizolowanych od innych zwierząt na wyspie.